# Mezei Szilárd
Mezei Szilárd (Zenta, 1974. február 12. –) zeneszerző, hegedűművész.

## Életpályája
Alsó és középfokú iskoláit Zentán és Szabadkán fejezte be hegedű szakon. Négy évet hallgatott zeneszerzést a belgrádi Zeneakadémián, Zoran Eric osztályában. 1990-től több városban is fellépett. Zeneszerzőként 2001 óta komponál színpadi zenét, többek között Josef Nadj számára.
Improvizatív zenészként többek között Szabados Györggyel dolgozott együtt.

## Lemezei
- 49 pillantás a mező felé (2006)
- Sivatag (2007)
- Korom (2008)
- Nád (2008)
- Live in Magyarkanizsa (2008)
- Bármikor, most (2008)
- Bot (2009)
- Mint amikor tavasz (2009)
- Tönk (2010)
- Februári Fadöntés (2010)
- Hő (2010)
- Tisza (2011)
- Innen (2011)
- 100 tű hossza (2012)
- Fújj szél, Zenta, visszhangozz szél (2012)
- Karszt (2013)
- Derengés (2015)

## Díjai
- Vajdasági Magyar Művészeti Díj (2009)[1]